# 卡罗尔·巴齐莱克
卡罗尔·巴齐莱克（捷克語：Karol Bacílek，1896年10月12日—1974年3月19日），捷克斯洛伐克共产党中央政治局委员、中央书记处书记，斯洛伐克总理、国家安全部部长，斯大林主义的支持者。

## 生平
- 1896年，出生。
- 1915年，在奥匈帝国军队服役。
- 1918年，在捷克斯洛伐克军队服役。
- 1921年，入党。
- 1939年，流亡苏联。
- 1944年，为党中央委员会委员。
- 1949年，为中央书记处书记。
- 1951年，为国家安全部部长。
- 1963年，被解职。
- 1974年，去世。